# Antoine Navarro

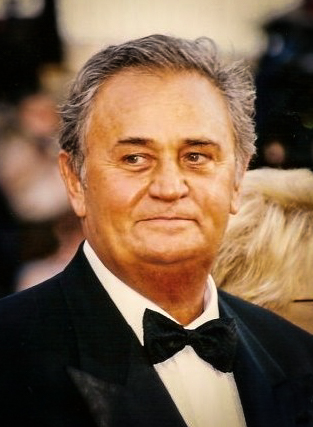
Roger Hanin v roce 1997

Antoine Navarro je postava policejního komisaře z francouzského televizního seriálu Navarro. Představitelem komisaře je francouzský herec Roger Hanin. Autorem postavy je scenárista Tito Topin.

## Fiktivní biografie
Antoine Navarro se narodil 25. října 1925 v Alžíru ve francouzském Alžírsku. O jeho mládí není mnoho známo. V 18 letech vstoupil do francouzské armády a během Alžírské války vedl brigádu Harkiů. V roce 1962 byl Navarro demobilizován a repatriován do Metropolitní Francie.
V roce 1964 se Navarro stal policistou v Marseille. V roce 1970 se Navarro stal policejním inspektorem v Lyonu. V roce 1980 se stal policejním komisařem v Paříži. V roce 2006 se stal divizním komisařem a v roce 2008 odešel do důchodu.
V roce 1968 se seznámil se svou ženou Hélénou, se kterou se oženil v roce 1970. V roce 1978 se jim narodila dcera Yolande. Héléna zmizela v roce 1980, Navarro ji posléze vypátral, ale Héléna ztratila paměť.